# 頼久寺
頼久寺（らいきゅうじ）は、岡山県高梁市にある臨済宗永源寺派の寺院である。山号は天柱山。本尊は聖観世音菩薩（しょうかんぜおんぼさつ）。備中西国第五番札所、瀬戸内観音霊場第十三番札所となっている。国指定名勝の庭園は小堀遠州の初期の作。

## 歴史
寺の創建は不詳である。1339年（暦応2年）、足利尊氏が備中国安国寺として再興、寂室元光禅師（正燈国師）を迎えて開山第一祖とした。寂室禅師は正応3年（1290年）美作に生まれ、13歳で出家、31歳で元に渡り中峰明本禅師に寂室の道号を与えられた臨済宗の僧である。嘉暦元年（1326年）に帰国し、備中備後路を巡錫中だった。
永正年間（1504年 - 1521年）、備中松山城城主、上野頼久が大檀越となり寺院の整備を進めた。1521年（大永元年）に中興の祖である頼久が逝去した後、その名から、寺号が安国頼久寺に改められた。頼久の墓はこの寺にある。

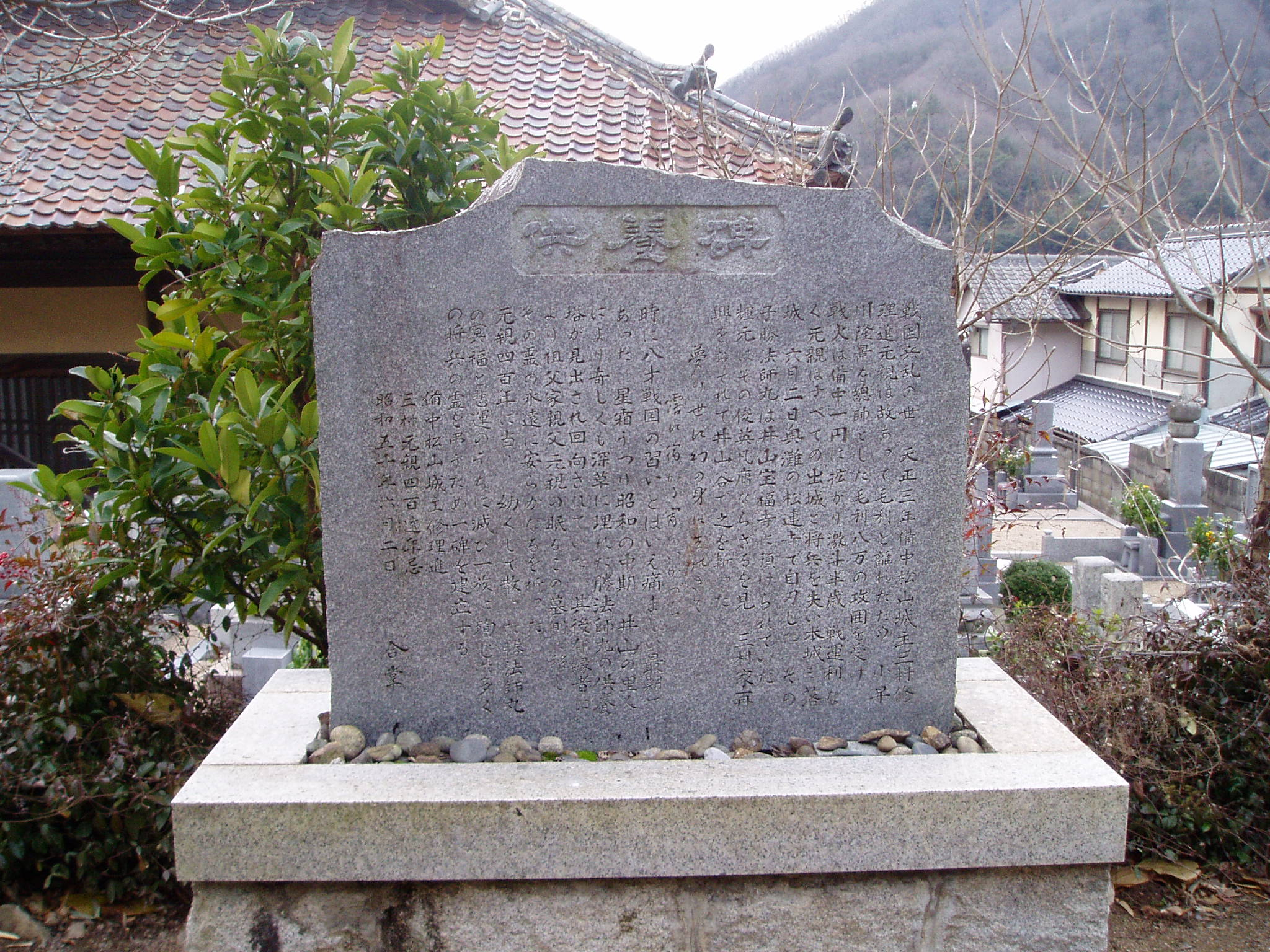
備中三村氏供養碑

また、三村家親、元親、勝法師丸の備中三村氏三代の墓がある。家親は永禄9年（1566年）に宇喜多直家により興禅寺（久米南町）で暗殺され、子の元親は備中兵乱で毛利・宇喜多連合に敗れ天正3年（1575年）松連寺で自刃、孫の勝法師丸は小早川隆景により殺害された。この兵乱により伽藍は焼失、毛利家臣である天野元明、元信が再興した。
伽藍は1839年（天保10年）の大火でも全焼している。

## 庭園
1600年（慶長5年）の関ヶ原の戦いの後、徳川家康は没収した毛利領東端の備中国1万4千石に小堀正次を封じ、西国を監視する備中代官とした。1604年（慶長9年）、政次は逝去し、子の政一（小堀遠州）が遺領を継いだ。この頃の備中松山城は備中兵乱により荒廃していたため、政一は頼久寺で政務を行い、1619年（元和5年）の移封までここで過ごした。境内の庭園はこの間の政一（遠州）による作庭とされる。
書院から南を見て左に懸崖づくりのサツキの大刈込の青海波、中央奥に低い築山状の鶴島・亀島を置いて石を組み、砂紋を描いた白砂で海を表現した枯山水蓬莱庭園である。愛宕山を借景とする。良好な管理により庭は江戸時代初期の手法による優れた意匠を保ち、1974年（昭和49年）7月31日に国の名勝に指定された。2009年（平成21年）7月23日には本堂や書院などが追加指定された。また、庭にある高さ148 cmの石灯籠は市指定文化財になっている。異なる部品を集めた寄せ灯籠であり、火袋・中台・竿は南北朝時代、傘・基礎は江戸時代中期以降のものと推定される。竿には1339年（暦応2年）12月に沙弥西念が造立したことが刻まれている。

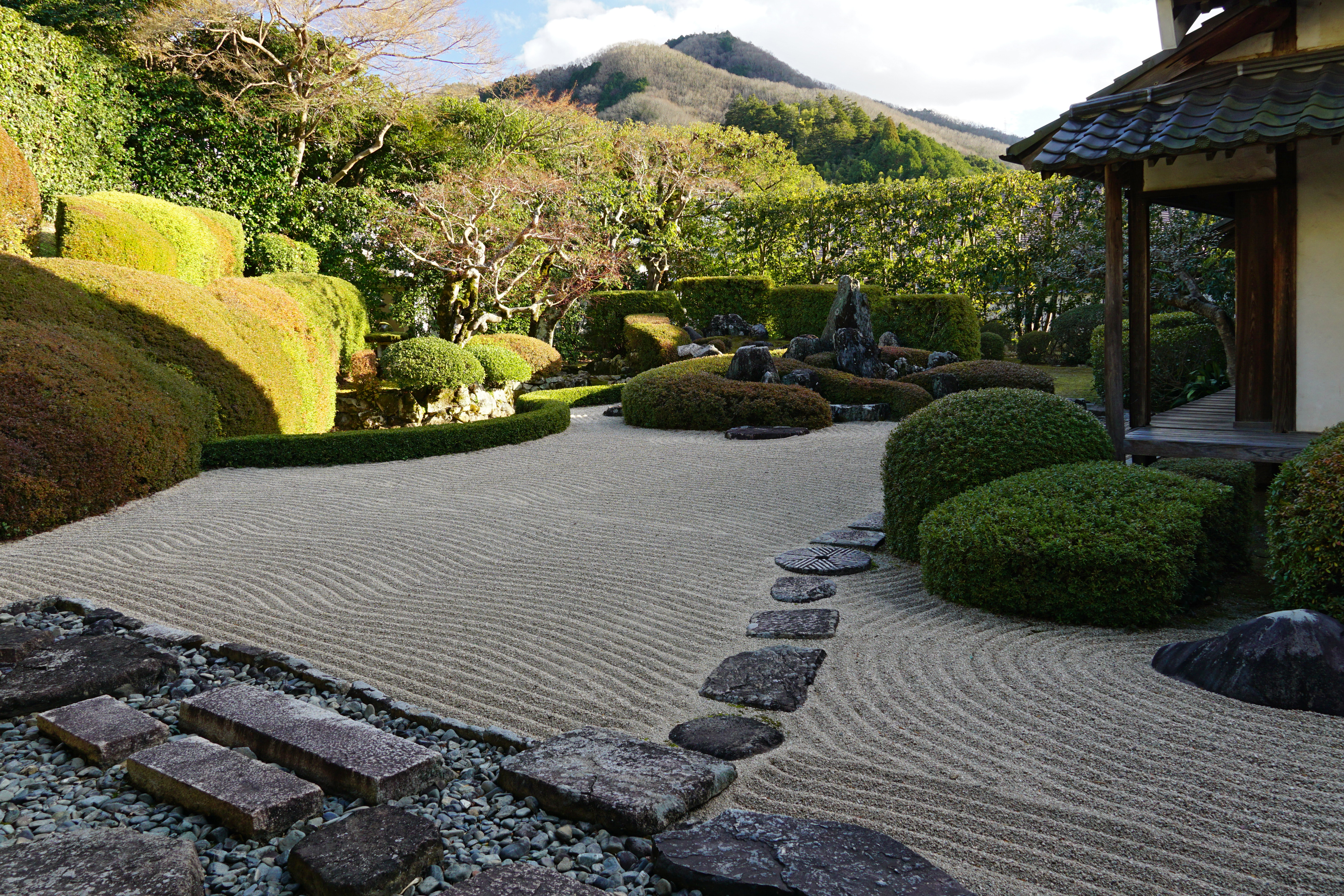
小堀遠州作の庭園
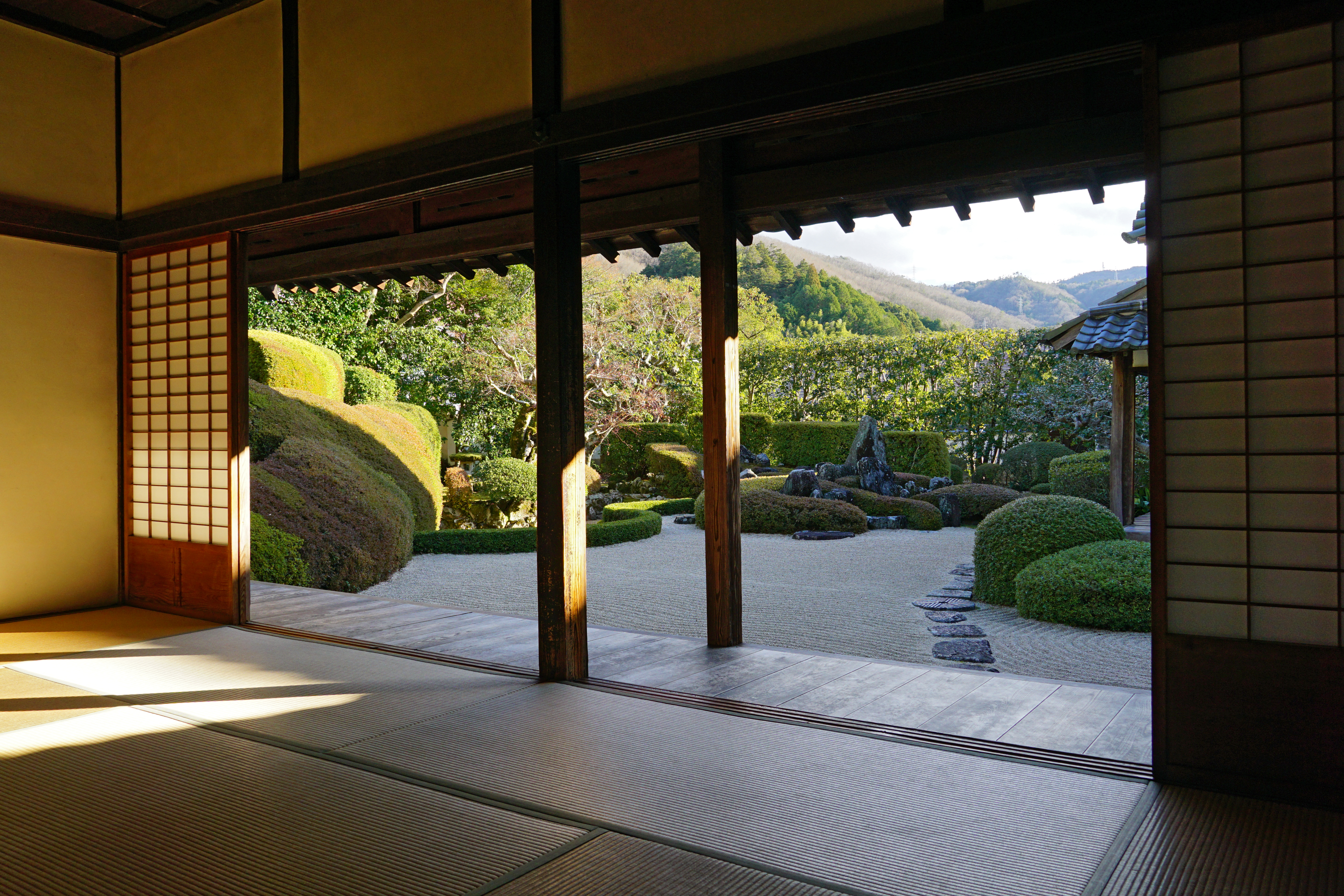
書院から見た庭園
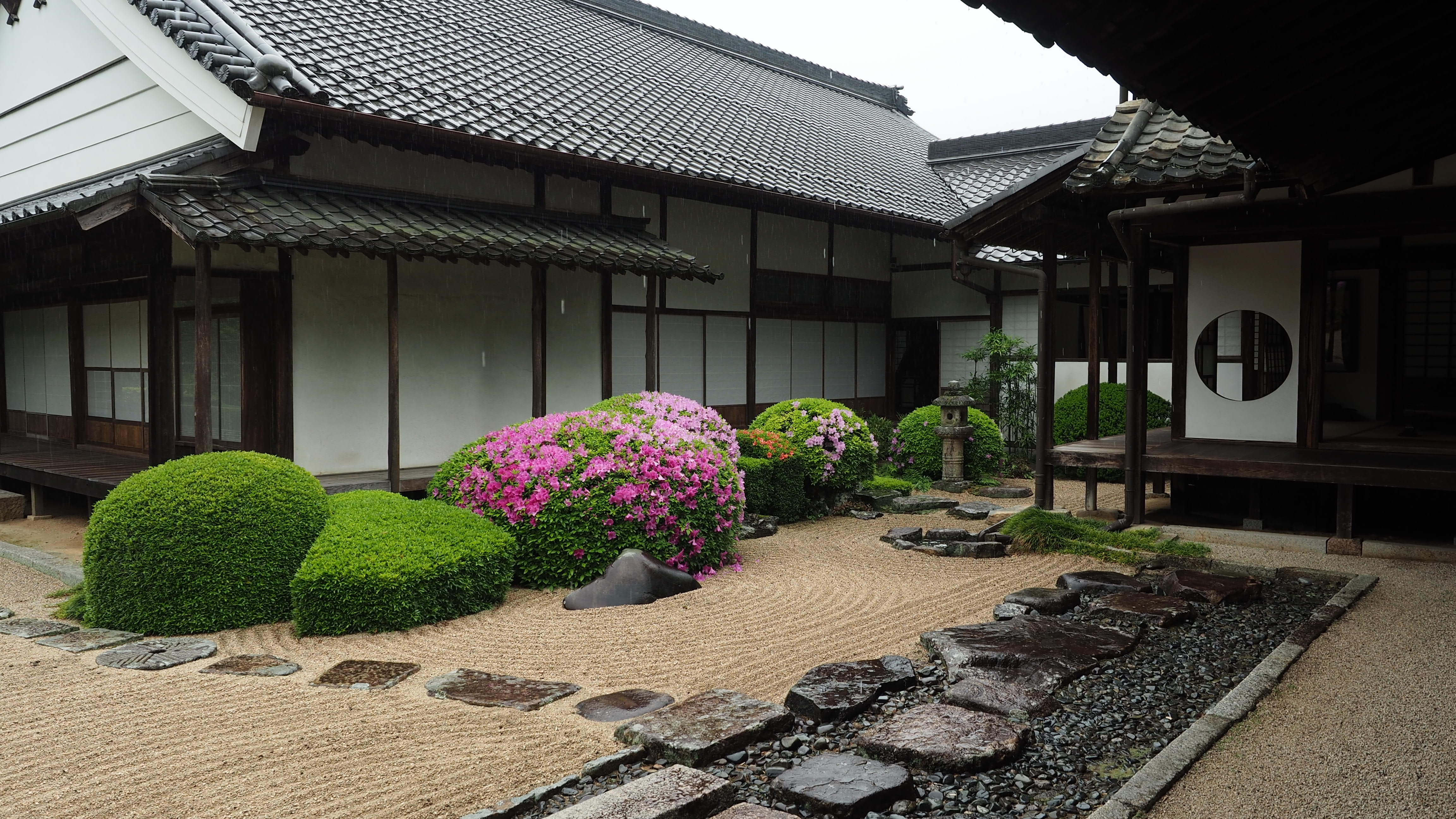
書院から見た庭園。左側の建物は庫裏。
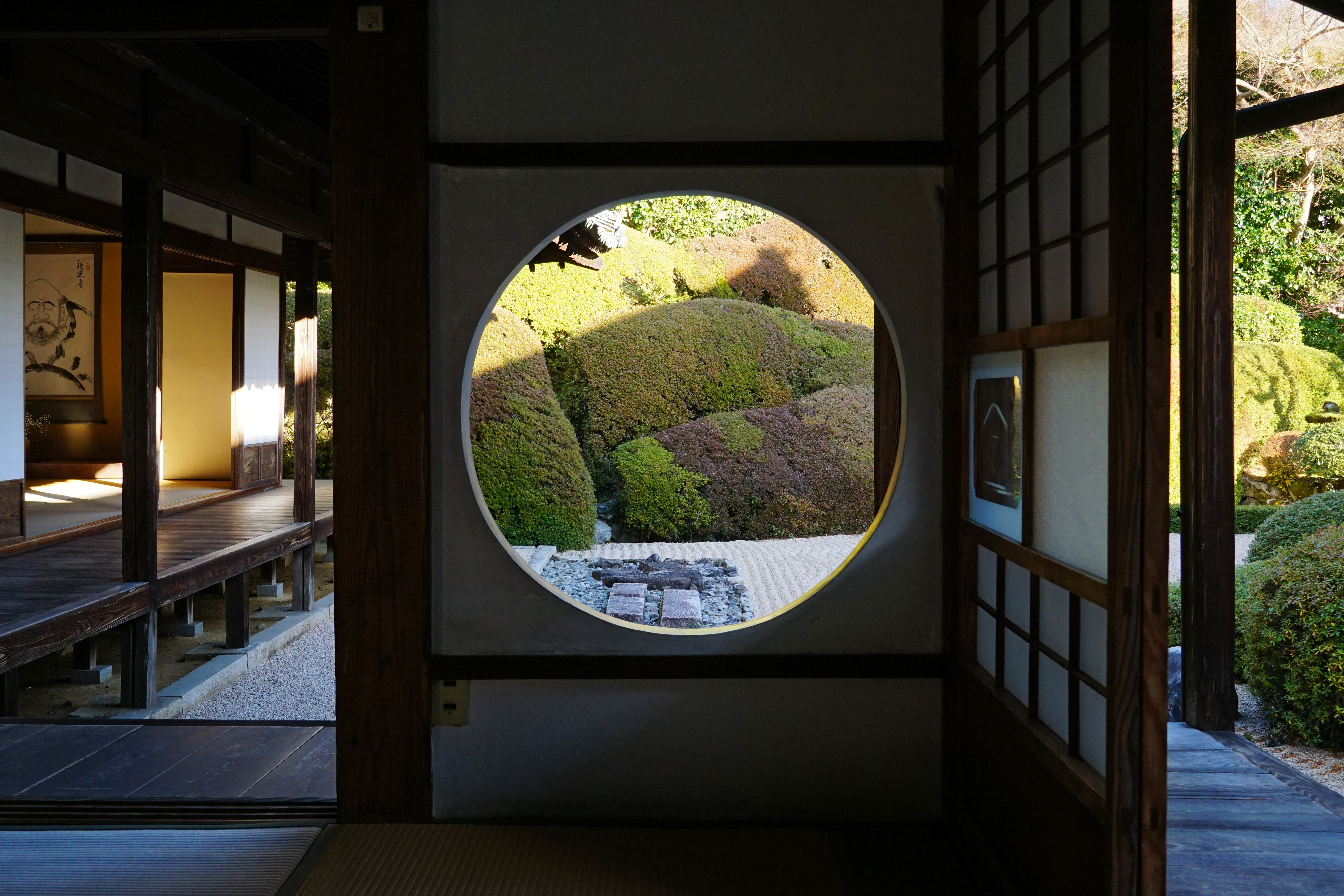
左側は書院、正面奥はサツキの青海波
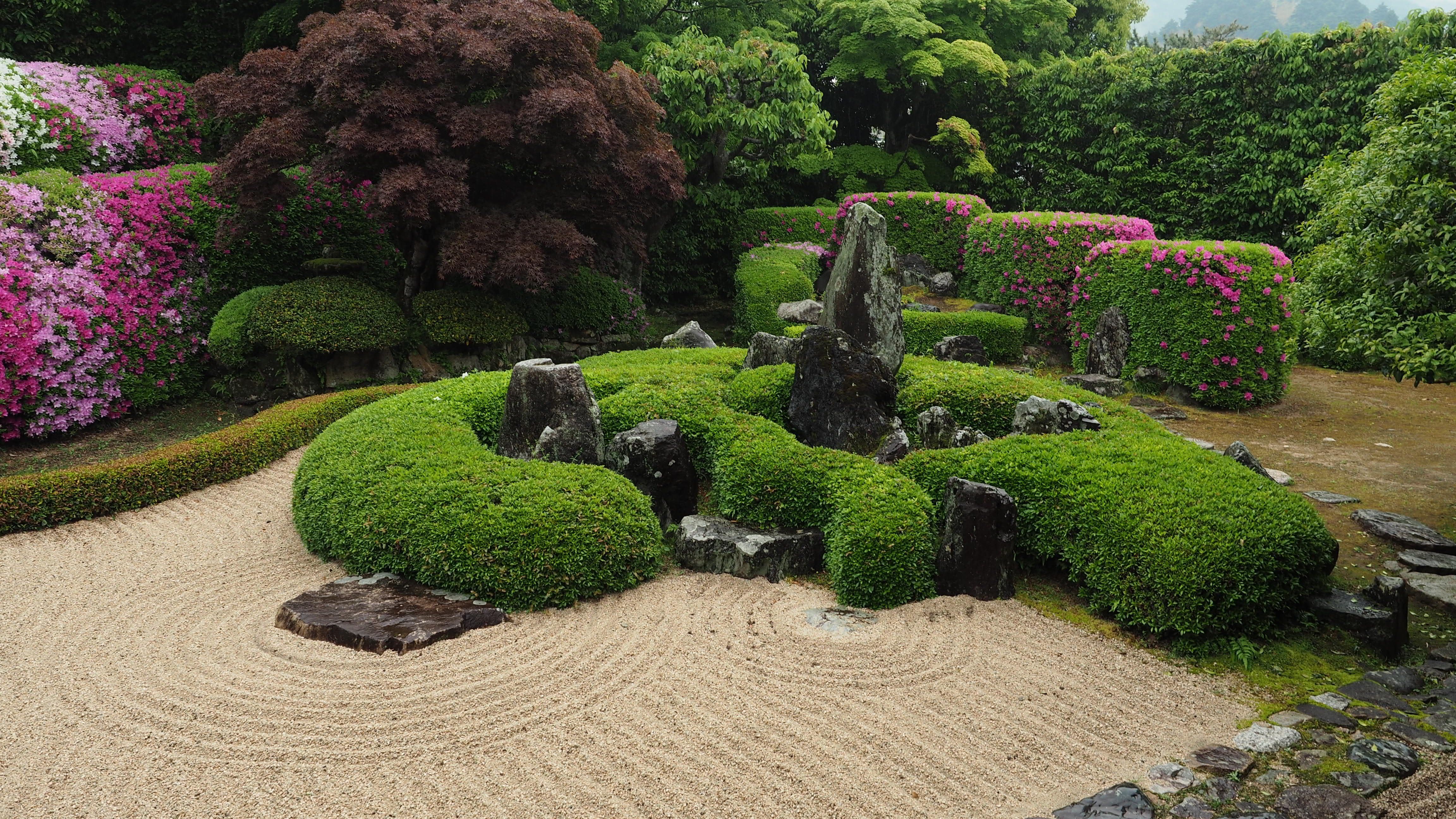
鶴島。背の高い石の奥は亀島。
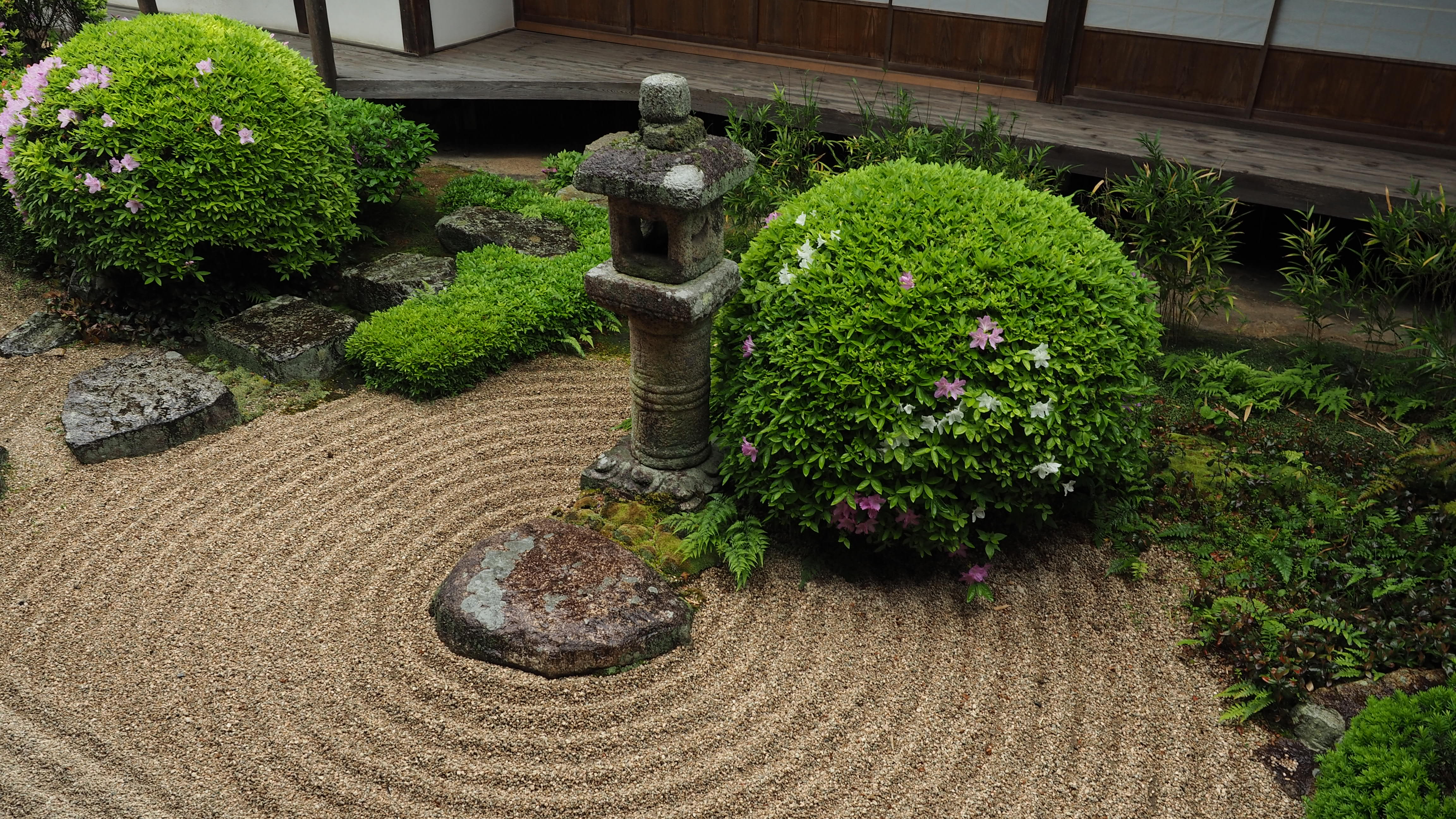
石灯籠（高梁市指定文化財）
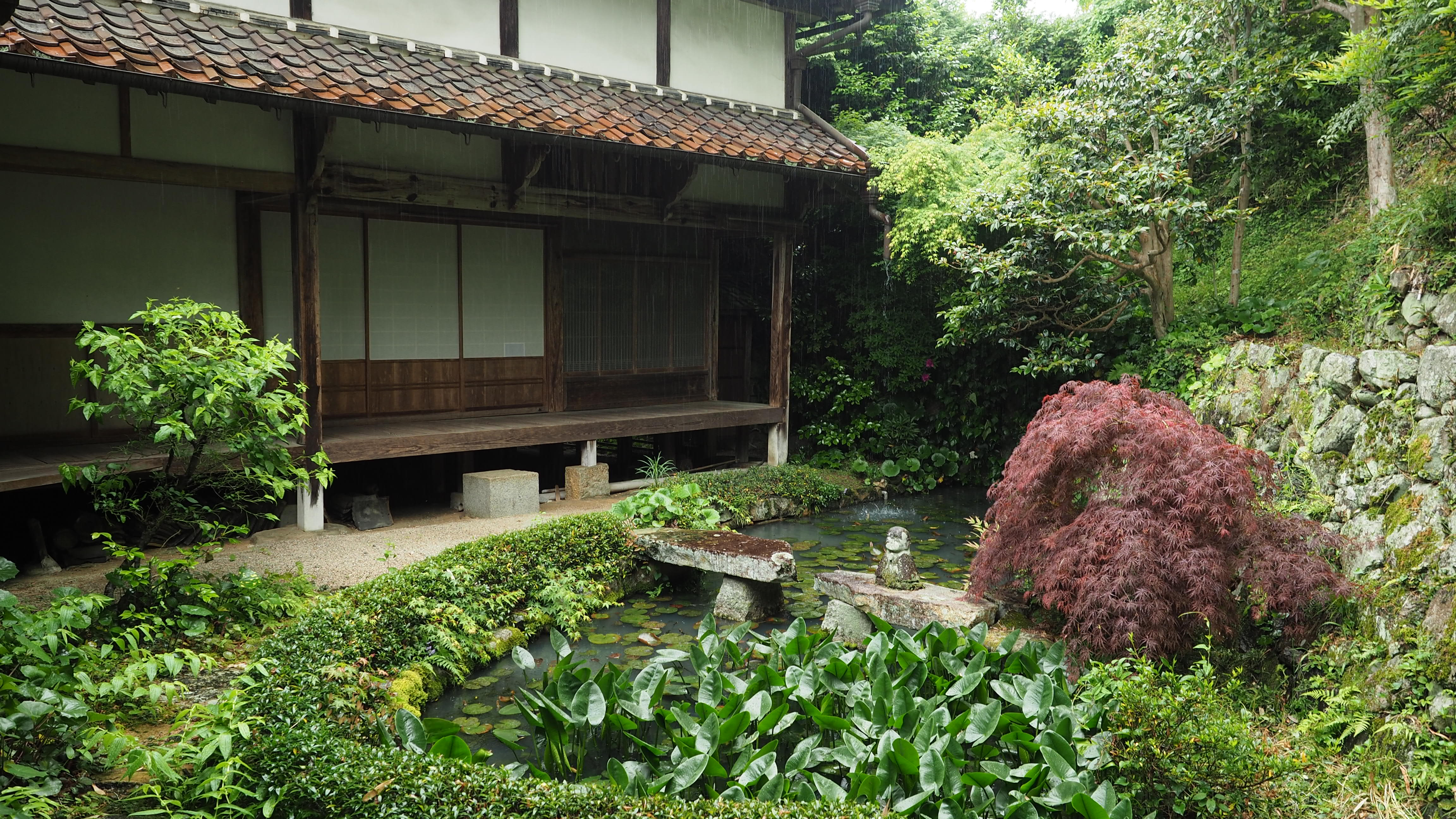
書院北側の池。左側の建物は本堂。

## 文化財
- 頼久寺庭園（名勝）
- 絹本著色釈迦三尊像（重要文化財）
- 絹本著色寂室元光頂相（岡山県指定重要文化財）
- 頼久寺石灯籠（高梁市指定文化財）

## アクセス
- JR西日本 備中高梁駅より徒歩で15分

## 前後の札所
瀬戸内三十三観音霊場
12 安住院 -- 13 頼久寺 -- 14 龍泉寺